# Laser-Kendo
Laser-Kendo is een videospel voor de platforms Commodore 64 en Commodore 128. Het spel werd uitgebracht in 1990. 